# Ян Йозеф Ліферс
Ян Йозеф Ліферс (нар. 8 серпня 1964 року, у Дрездені) — німецький актор, продюсер, режисер і музикант.

## Біографія
Його батько Карлхайнц Ліферс — режисер, його мати — актриса Бріжіт Ліферс-Ванской, його дід — Хайнц Ліферс був актором. Ліферс виріс у Дрездені. Час від часу, він жив зі своєю бабусею в Ерфурті.
Після завершення 10-політехнічної середньої школи в Goethestrasse у 1980, він закінчив навчання в Державному театрі Дрездена. Згодом він навчався з 1983 по 1987 в Академії драматичного мистецтва «Ernst Busch» в Берліні.
У нього є дочка (нар. 1988) від першого шлюбу з російською актрисою Олександрою Табаковою, дочкою московського актора і режисера Олега Табакова. У 2004 Ян одружився з актрисою й співачкою Анною Лоос, з якою має 2 доньки. Також Ян має позашлюбного сина від своєї подруги, актриси Енн-Катрін Крамер.

## Художня кар'єра

### Театр
Будучи ще студентом у 1980 році Ліферс грав у студентському театрі Technische Universität Dresden. Для своєї першої в історії професійної ролі в театрі Ліферс пішов прямо в школу драми в німецькому театрі Берліна (1987—1990), де він брав участь в постановках режисерів, таких як Томас Лангхоффом і Гайнер Мюллер.
Відразу після зміни режиму в НДР змінилась тверда прихильність Ліферса до Thalia Theater в Гамбурзі, де він працював з театральними режисерами, такими як Роберт Вілсон, Вернер Шретер і Юрген Флімм і з композитором Томом Вейтсом. У 1994 році він оголосив у Thalia Theater, щоб бути незалежним від кіно і телебачення.

### Кіно І ТБ
Його дебютний фільм був в 1989 році в спільному виробництві ZDF і DEFA в фільмі Райнера Симона Die Besteigung des Chimborazo, в якому він грав молодого дослідника Олександра фон Гумбольдта. За роль Bodo Kriegnitzz Ліферс виграв премію Bayerischen Filmpreis молодого актора.
У 1997 році вийшов у прокат німецький фільм.
Достукатись до Небес, де Ліферс разом з Тілем Швайґером грав хворого на рак кістки Rudi Wurlitzer. Фільм мав великий успіх і залучив понад 3 мільйони глядачів у кінотеатри.
У 2010 році він заснував компанію Radio Doria Entertainment для фільмів і телевізійних постановок.

### Музика

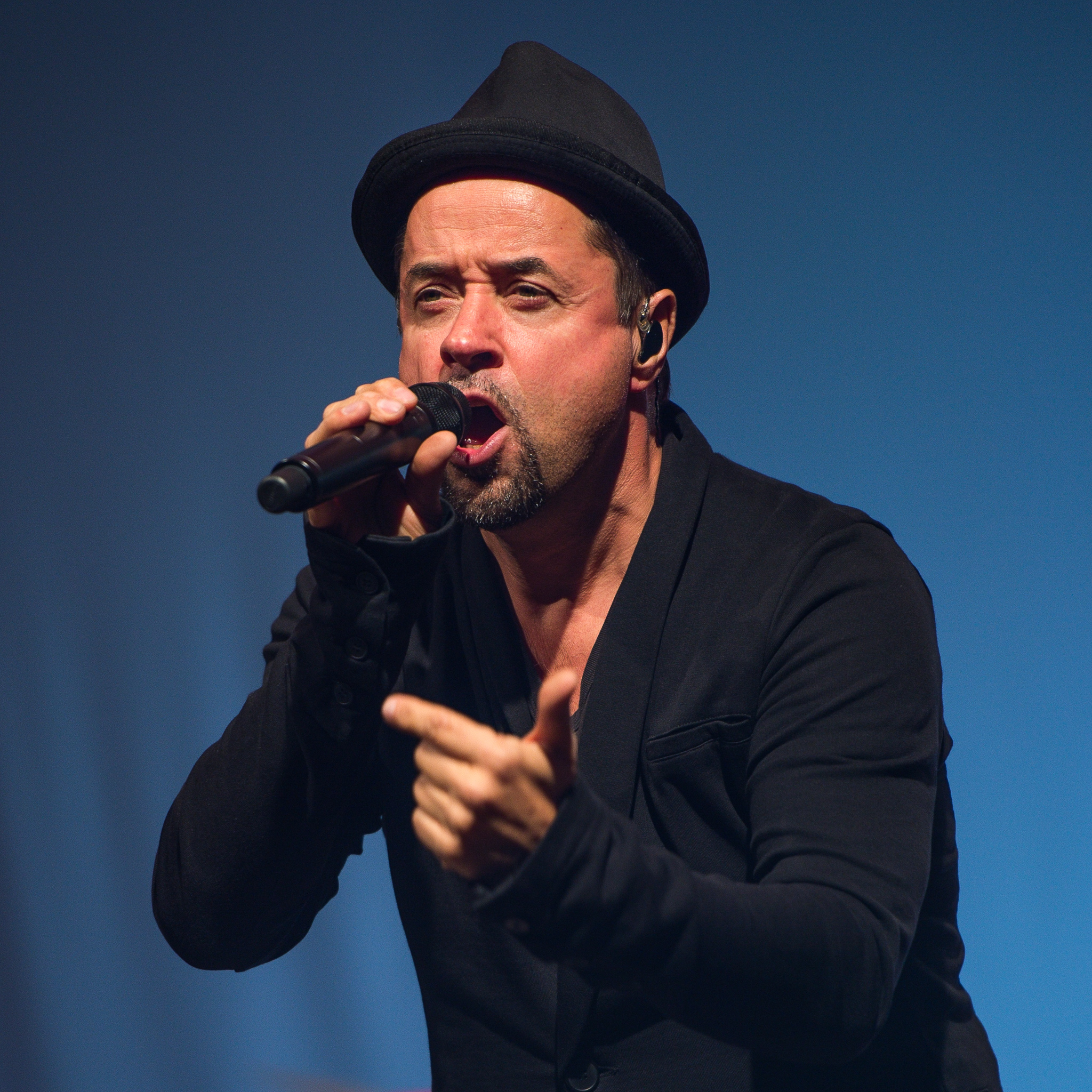
Ліферс на концерті (2015)

Крім роботи в кіно і телевізійних постановках у Ліферс також має кар'єру музиканта. У 1975 році він отримав свою першу гітару і брав уроки гри. З 2006 року він зі своєю групою Radio Doria (раніше Jan Josef Liefers & Oblivion) регулярно Їздить на гастролі.
2015 він виступав зі своєю групою Radio Doria в штаті Каліфорнія на 11-му Федеральному пісенному конкурсі Song Contest з піснею Sehnsucht #7, де він взяв 4-е місце.

## Суспільно-політична діяльність

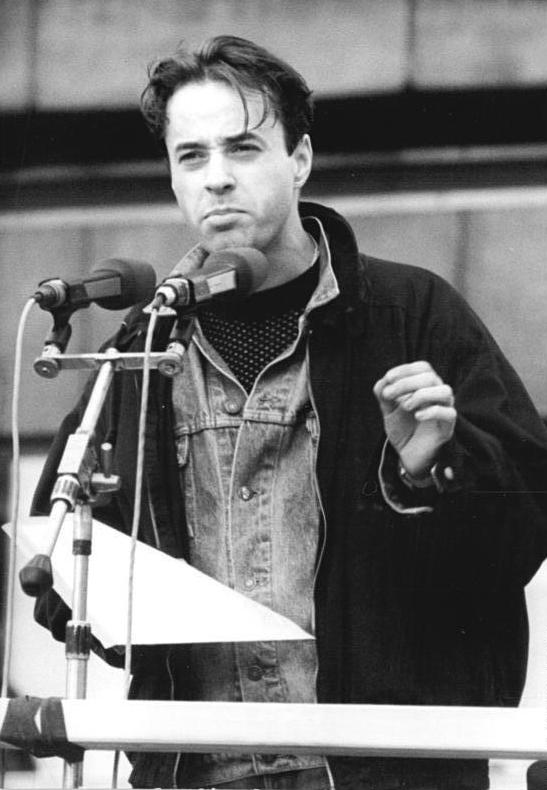
Ліферс на демонстрації 4 листопада 1989 року

4 листопада 1989 року, за кілька днів до падіння Берлінської стіни, Ліферс виступив перед сотнями тисяч людей як спікер на найбільшій демонстрації за історію НДР, яка транслювалася в прямому ефірі на Східному німецькому телебаченні.

## Фільмографія

### Фільми
За даними сайту imb.com
- 1986: Ernst Thälmann(Ернст Тальманн)
- 1989: Сходження режисера де Чимборасо
- 1991: Der Fall Ö.
- 1994: Charlie & Louise – Das doppelte Lottchen
- 1995: Die Partner (Serie)
- 1995: Ich, der Boss
- 1996: Busenfreunde
- 1997: Rossini – oder die mörderische Frage, wer mit wem schlief
- 1997: Die Chaos-Queen
- 1997: Достукатись до небес / (Knockin' On Heaven's Door) — Мартін Брест
- 1997: Vergewaltigt — Das Geheimnis einer Nacht
- 1998: Kidnapping Mom and Dad
- 1998: Kai Rabe gegen die Vatikankiller
- 1998: Jack's Baby
- 1998: Sieben Monde
- 1999: Der letzte Zeuge — Die Bank, die Liebe, der Tod
- 2000: Halt mich fest
- 2001: Todesstrafe — Ein Deutscher hinter Gittern
- 2002: 666 – Traue keinem, mit dem du schläfst!
- 2002: Die Frauenversteher — Männer unter sich
- 2003: Ich liebe das Leben
- 2003: Das Wunder von Lengede
- 2005: Die Nachrichten
- 2005: Ein Koala-Bär allein zu Haus
- 2006: Der Untergang der Pamir
- 2006: Die Entscheidung
- 2006: Die Sturmflut
- 2006: Nachtschicht – Der Ausbruch
- 2007: Frühstück mit einer Unbekannten
- 2007: Bis zum Ellenbogen
- 2007: Lilys Geheimnis — Konrad Nees
- 2007: Max Minsky und ich
- 2008: Der Baader Meinhof Komplex
- 2009: Es liegt mir auf der Zunge
- 2010: Die Spätzünder
- 2010: Steuer gegen Armut. Eine gute Idee?
- 2011: Der Mann auf dem Baum
- 2011: Симон і дуби (Simon och ekarna)
- 2012: Das Kindermädchen
- 2012: Mann tut was Mann kann
- 2012: Der Turm (zweiteiliger Fernsehfilm) — Regie: Christian Schwochow
- 2012: Baron Münchhausen (zweiteiliger Fernsehfilm) — Regie: Andreas Linke
- 2013: Nacht über Berlin
- 2013: Die Spätzünder 2 – Der Himmel soll warten
- 2014: Die letzte Instanz
- 2014: Honig im Kopf
- 2015: Der Mann ohne Schatten (TV)
- 2015: Da muss Mann durch
- 2015: Mara und der Feuerbringer
- 2015: Desaster
- 2015: Die 7. Stunde
- 2016: Die Blumen von gestern

### Серіали
- Schauspielereien (Хитрощі) 1987 р.
- Doppelter Einsatz (Подвійне призначення) 1994 р.
- Die Partner (Партнери) 1995-1996 рр.
- Die Unbestechliche (Нетлінне) 1998 р.
- Die Neue — Eine Frau mit Kaliber (Новинка — Жінка з калібром) 1998 р.
- Rosa Roth (Роза Рот) 1998 р.
- Der letzte Zeuge (Останній свідок) 1999 р.2006 р.
- Tatort (Місце злочину) 2002-2016 рр.

### Реклама
У 2009 році Ліферс знімається в рекламі шоколадних цукерок Ferrero Rocher.
Разом зі своїм колегою Алексом Пралем у 2012 році знявся у компанії телевізійних роликів для гібридної версії Toyota Yaris.

## Дискографія

### Альбоми
- «Oblivion» (укр. «Забуття») (2002) (EMI Digital / EMI Music Distribution)[2]
- «Soundtrack meiner Kindheit» (укр. «Саундтрек мого дитинства») (2007) (ROXXON RECORDS & TAPES)[3]
- «Soundtrack meiner Kindheit 2» (укр. «Саундтрек мого дитинства 2») (2010)[4]
- «Radio Doria» (укр. «Радіо Доріа») (2014) (Polydor (Universal Music))[5]

### Сингли
- «Jack's Baby» (укр. «Дитя Джеккі») (1999) (EMI) #16[6]
- «Don't let go» (укр. «Не йди») (2002) (EMI)[7]
- «Do They Know It's Christmas?» (укр. Чи знають вони це Різдво?) (Німецька версія) (разом з «Band Aid 30 Germany») #1 (2014)[8]
- «Jan Josef Liefers & Oblivion» (укр. „Ян Йозеф Ліферс і Забуття“)
- «Ein Halleluja» (укр. «Аллилуя») (2013)[9]

### Саундтреки
- «Mann tut was Mann kann (Das Album mit allen Hits aus dem Film)» (укр. «Що творять німецькі чоловіки» (Альбом з хітами із фільму) (2012) (Polydor (Universal Music)) (Трек #8 — «Man What a Woman» (укр. Хлопчино, яка жінка!)[10]

### Аудіокниги
- Пол Остер — «Ніч оракула[en]»; нім. «Nacht des Orakels») (Der Audio Verlag) (2004)[11]
- Т. Корагессан Бойл — «Якщоб ріка була віскі» (англ. If the River Was Whiskey; нім. Wenn der Fluß voll Whisky wär) (Der Hörverlag) (2004)[12]
- Курт Воннегут — «Бійня номер п'ять, або Хрестовий похід дітей» (англ. «Slaughterhouse-Five»); (нім. «Schlachthof, Vol. 5») (Der Audio Verlag) (2005)[13]
- Іен Мак'юен — «Субота» (англ. «Saturday»); (нім. «Schlachthof 5») (Diogenes) (2005)[14]
- Эндрю Шон Грин — «Признання Макса Тріволі» (англ. «The Confessions of Max Tivoli»); (нім. «Die erstaunliche Geschichte des Max Tivoli») (Argon Verlag GmbH) (2005)[15]
- Гюнтер Кох[de], Ян Йозеф Лиферс — «Наш Футбол. Аудіокниги» (нім. «Fußball unser. Das Hörbuch» («Süddeutsche Zeitung», Мюнхен) (2006)[16]
- «Ян Йозеф Ліферс читає: Александр Осанг[de]: Новини» (нім. «Jan Josef Liefers liest: Alexander Osang: Die Nachrichten») («Der Audio Verlag[de]») (2006)[17]
- «Музична Біблія (часть 4): Ян Йозеф Ліферс читає „Книгу Иова“» (нім. «Musikbibel (Teil 4): Jan Josef Liefers liest das Buch Hiob») (Видавництво"Гютерсло"), Гютерсло (2007)[18]
- "Якщо ви пам'ятаєте, що ми всі з розуму…" (читання творів Марка Твена) (нім. «Wenn Man Bedenkt Dass Wir Alle Verrückt Sind…») (Random House Audio) (2011) (разом з Алексом Пралем)[19]